# Četa (film)
Četa (anglicky Platoon) je americký válečný film, který v roce 1986 natočil režisér Oliver Stone. Film získal v roce 1986 Oscara v kategorii Nejlepší film.
Film je součástí Stoneovy vietnamské trilogie spolu s filmy Narozen 4. července (1989) a Nebe a země (1993). Ve filmu je použit hudební motiv z díla amerického skladatele Samuela Barbera Adagio pro smyčce Op. 11.

## Děj
Chris Taylor (Charlie Sheen) je mladý student, který opouští vysokou školu a dobrovolně se přihlásí do armády, aby sloužil své vlasti ve Vietnamu. Ihned po příletu do Vietnamu je konfrontován s drsnou realitou války: Na letišti jsou nakládány černé igelitové pytle s těly padlých Američanů.
Taylor je spolu s dalšími nováčky přidělen k třicetičlenné pěchotní jednotce Bravo Company, součásti 25. pěchotní divize, v blízkosti kambodžské hranice. Posláním jednotky je vyhledávat v džungli nepřítele a eliminovat je (Seek and Destroy). Psychické a fyzické vyčerpání z těžké služby zmírňuje počáteční Taylorův entuziasmus a nadšení. Obdivuje své zkušenější spolubojovníky a i přes jejich nechuť se s nimi snaží spřátelit.
Během jedné noční akce, kdy četa přespává v džungli, je jednotka napadena severovietnamskou armádou. Při útoku je jeden z nováčků zabit a další člen jednotky zraněn. Hněv ostatních se nespravedlivě obrací vůči Taylorovi, na něhož zkušenější člen shodí svou vinu. Dva nejzkušenější členové jednotky, soucítějící seržant Elias (Willem Dafoe) a tvrdý seržant Barnes (Tom Berenger) se přou o jeho vině. Taylor je lehce zraněn do krku a převezen do polní nemocnice.
Při útoku na jednu vesnici jsou nalezeny zbraně v rýži. Barnes vyslýchá rolníka, kterému poté zastřelí ženu a vyhrožuje zabitím i jeho dítěte. Americká jednotka ve vesnici zmasakruje několik dalších lidí. Barnesův postup viděl Elias, který mu přísahá, že ho za to dostane před vojenský soud. Na to je Elias během jedné z následujících akcí smrtelně postřelen Barnesem. Jen Chris ví, že to nebyli Vietnamci, ale Barnes.
Četa je vyslána do bojové oblasti a dostane rozkaz držet pozice. Boj je neúprosný, pozice jsou prolomeny. Je povolána letecká podpora. Válečné běsnění přežije jen několik málo vojáků, mezi nimi i Chris a Barnes. Chris bere do ruky pušku a pomstí smrt Eliase, Barnese zastřelí. Na místo dorazí posily a ranění a mrtví jsou odváženi na základnu. Chris se posléze dozvídá, že jeho roční turnus skončil a může se tak vrátit domů. Ve vrtulníku probíhá Chrisův vnitřní monolog, ve kterém oznamuje, že pro něj sice válka skončila, ale je svojí účastí v ní psychicky poznamenán a tak v něm bude do konce života.

## Obsazení
| Tom Berenger     | seržant Bob Barnes   |
| Willem Dafoe     | seržant Elias Grodin |
| Charlie Sheen    | Chris Taylor         |
| Šimon Frind      | Dave                 |
| Forest Whitaker  | Velký Harold         |
| Francesco Quinn  | Rhah                 |
| John C. McGinley | seržant Red O'Neill  |
| Richard Edson    | Sal                  |
| Kevin Dillon     | Bunny                |
| Reggie Johnson   | Junior               |
| Keith David      | King                 |
| Johnny Depp      | Lerner               |
| David Neidorf    | Tex                  |
| Mark Moses       | poručík Wolfe        |
| Chris Pedersen   | Crawford             |
| Tony Todd        | Warren               |

## Český dabing
1. Dabing (VHS, DVD, Blu - Ray, Prima)
- Michal Dlouhý – Chris Taylor
- Marcel Vašinka – Seržant Bob Barnes + Tex
- Daniel Dítě – Seržant Elias Grodin + Rhah
- Zdeněk Mahdal – Seržant Red O'Neill + Crawford + Tony
- Libor Hruška – Poručík Wolfe + King + Gardner
- Rudolf Kubík – Junior
- Kamil Halbich – Bunny + Lerner
- Zdeněk Vencl – Francis + Velký Harold + Warren

A další 
2. Dabing (Nova, Prima, STV) 
- Michal Dlouhý – Chris Taylor
- Pavel Šrom – Seržant Bob Barnes
- Otakar Brousek mladší – Seržant Elias Grodin
- Martin Zounar – Seržant Red O'Neill
- Ludvík Král – Poručík Wolfe
- Tomáš Juřička – Junior
- Martin Sobotka – Bunny
- Filip Jančík – Lerner
- Bohdan Tůma – Velký Harold
- David Suchařípa – Rhah
- Radovan Vaculík – Crawford
- Pavel Vondra – Gardner
- Luděk Čtvrtlík – Warren
- Libor Terš – Francis
- Otto Rošetzký – Tex + Sanderson
- Jiří Schwarz – King
- Filip Švarc – Tony
- Daniel Rous – Manny
- Stanislav Lehký

3. Dabing (MGM, ČT) 
- Petr Gelnar – Chris Taylor
- Marek Libert – Seržant Bob Barnes
- Libor Terš – Seržant Elias Grodin
- Bohdan Tůma – Seržant Red O'Neill + Francis
- Ivan Jiřík – Poručík Wolfe + Warren
- Ernesto Čekan – Junior
- Jan Maxián – Bunny + Lerner + Crawford + Tony
- Svatopluk Schuller – Velký Harold
- Pavel Vondra – Rhah + Gardner
- Radovan Vaculík – King
- Jaroslav Horák
- Bohuslav Kalva